# Agra-diamant

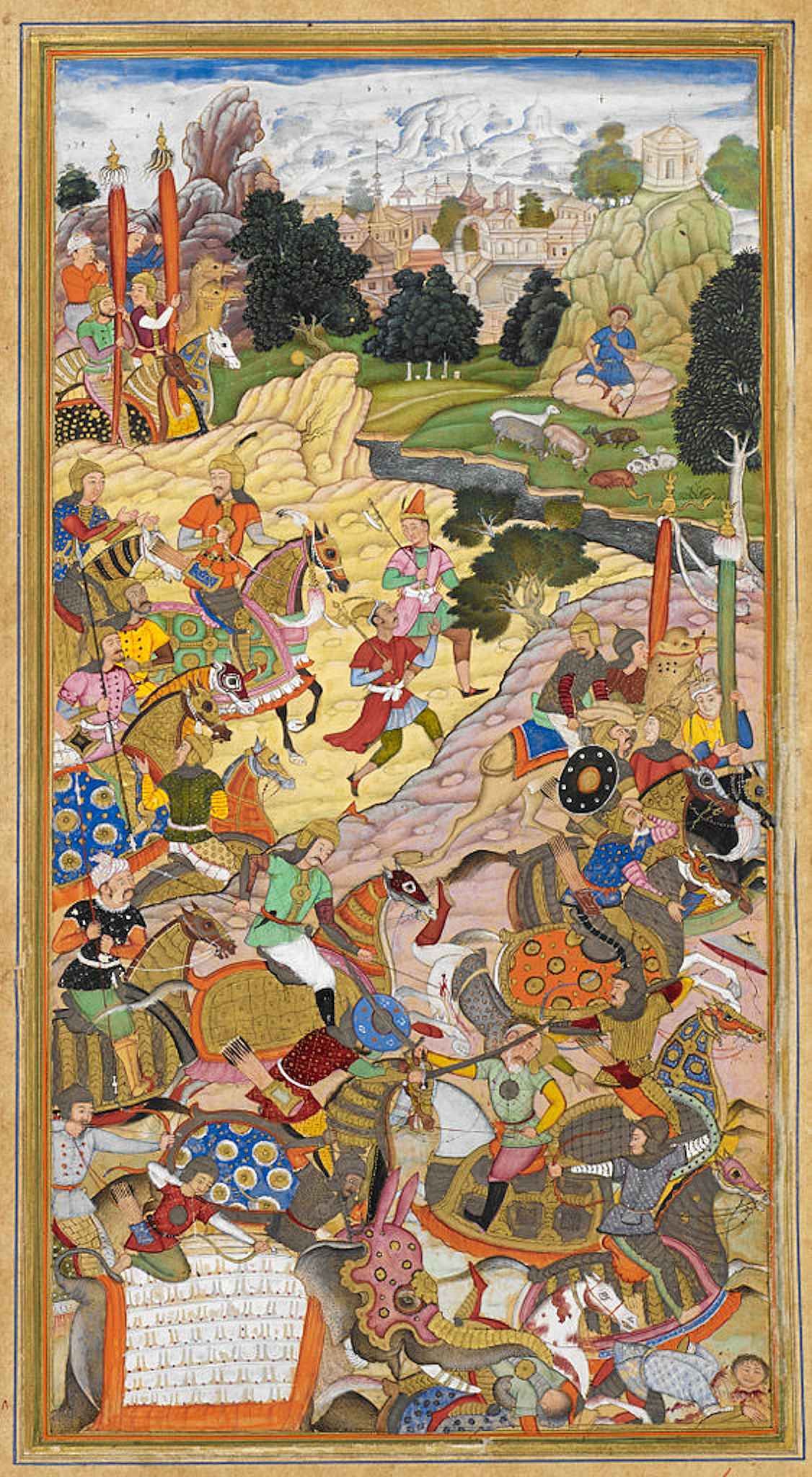
De slag bij Panipat, waarbij de eerste bezitter van de steen werd gedood door de tweede eigenaar.

De Agra-diamant is met ruim 28 karaat en een felle, roze kleur de op vier na grootste roze diamant ooit gedolven. De diamant werd waarschijnlijk aan het eind van de 15e of begin van de 16e eeuw gedolven in de Golkonda-mijnen in India.

## Geschiedenis
De eerst genoemde eigenaar van de Agra is Ibrahim Lodi. Lodi was de laatste raja van Gwalior en stierf tijdens de Slag bij Panipat tegen de troepen van de Mongoolse keizer Babur. De familie van de raja zou de diamant aan Babur gegeven hebben als dank voor het behoud van hun leven. Babur stierf in 1530 nadat hij vier jaar de diamant in bezit had gehad. Volgens de overlevering gaf hij de Koh-i-Noor al eerder aan zijn zoon Humayun, maar hield hij de Agra zelf zodat hij deze midden op zijn tulband kon dragen. Hij werd opgevolgd door achtereenvolgens Humayun, Akbar de Grote, Nuruddin Salim Jahangir, Aurangzeb, Bahadur Shah I en Muhammad Shah. Waarschijnlijk volgde de steen het keizerschap en werd deze eigendom van de keizer van dat moment.
Nader Sjah Afshar, een Perzische sjah, versloeg in 1739 Muhammed Shah. Waarschijnlijk werd de steen daarna, samen met een gigantische oorlogsbuit die ook de pauwentroon en de Koh-i-Noor bevatte, mee terug naar Teheran genomen. Vanaf dit punt wordt het pad van de steen onduidelijker. De steen duikt begin 19e eeuw weer op in Londen.
Georg Blogg had de Agra in handen gekregen en verkocht deze aan de hertog van Brunswijk, die een verwoed verzamelaar was van edelstenen. Hij kocht hem in 1844 voor 348.000 Franse frank. Het verhaal dat de Agra-diamant in 1857 naar Londen werd gebracht nadat een paard was gedwongen deze op te eten om de Agra India uit te smokkelen lijkt dan ook onwaarschijnlijk. Toen de hertog de steen kreeg, woog de Agra 41,75 karaat. Brunswick liet de steen opnieuw slijpen om oneffenheden te verwijderen, waarna de steen nog 32,24 karaat woog. Hij verkocht hem in 1874 weer door, waarna de diamant rond 1880 in handen kwam van Bram Hertz. Hertz verkocht hem weer aan een juwelier in Londen, genaamd Edwin Streeter, in 1891. Streeter ging in 1904 met pensioen en verkocht de steen en zijn overgebleven koopwaar aan de broers La Cloche.

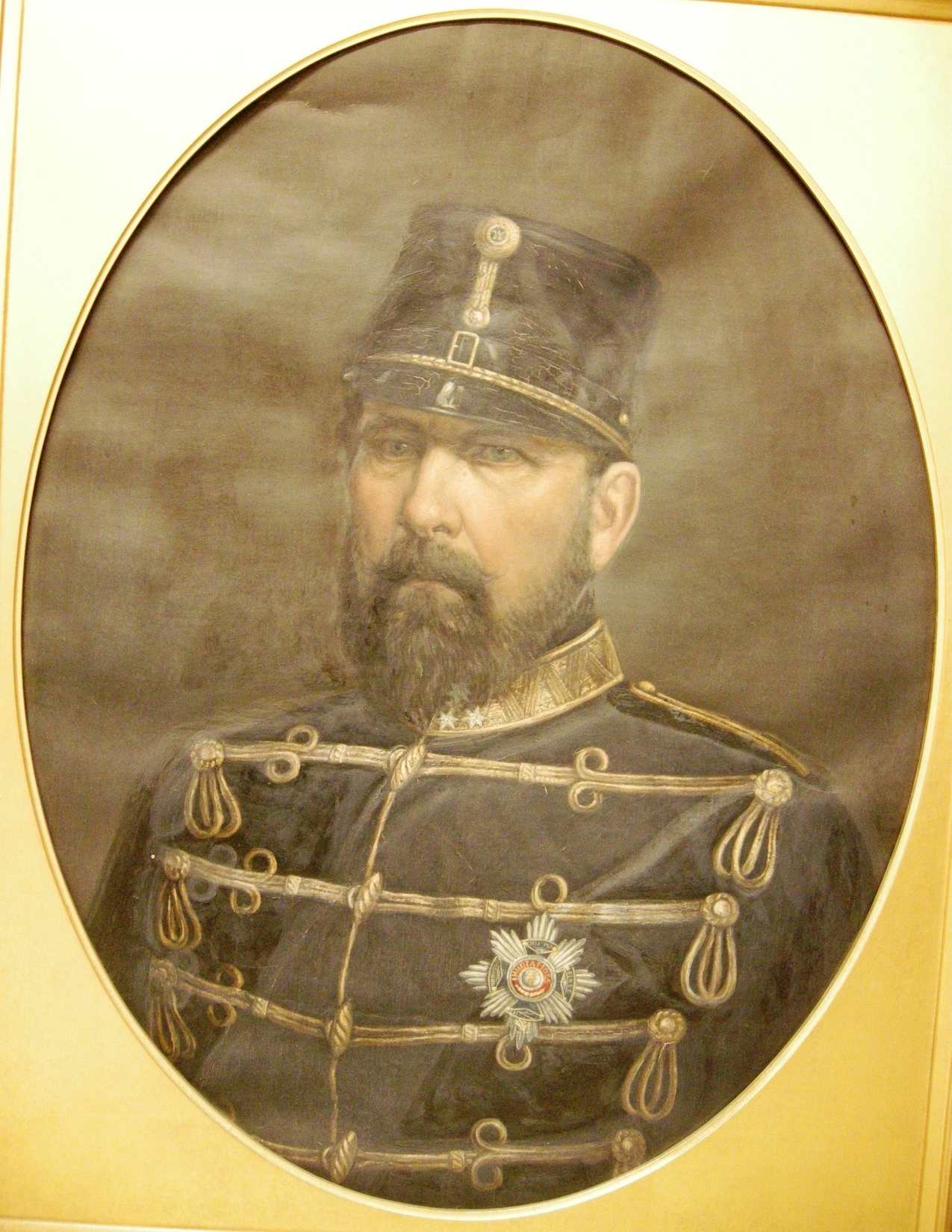
Willem van Brunswijk, Van Brunswijk liet in de 19e eeuw de Agra opnieuw slijpen

De broers verkochten de Agra aan Christie's, van waar de steen op 1905 werd verkocht aan Max Meijer. Vervolgens ging de diamant nog door de handen van Salomon Habib (in 1909 kreeg hij hem), Louis Winans (kreeg hem rond 1910) en een onbekende verzamelaar die hem via een erfenis in bezit kreeg in 1927. De familie van deze Schotse verzamelaar begroef de steen in de tuin tijdens de Tweede Wereldoorlog om hem veilig te stellen.
De Agra werd in 1990 verkocht aan een bedrijf in Hongkong. Dit bedrijf liet de steen nogmaals slijpen, waarna het gewicht nog maar 28,15 karaat betrof. De diamant werd vierkant geslepen met afgerond hoeken en veel facetten. De steen is intussen verkocht aan de Qatar Investment & Projects Development Holding Company. In 2015 had het Metropolitan Museum of Art de diamant in bruikleen voor de tentoonstelling Sultans of Deccan India, 1500–1700: Opulence and Fantasy.